# Municipio de Hanging Grove
El municipio de Hanging Grove (en inglés: Hanging Grove Township) es un municipio ubicado en el condado de Jasper en el estado estadounidense de Indiana. En el año 2010 tenía una población de 230 habitantes y una densidad poblacional de 2,97 personas por km².

## Geografía
El municipio de Hanging Grove se encuentra ubicado en las coordenadas 40°56′24″N 86°59′26″O / 40.94000, -86.99056. Según la Oficina del Censo de los Estados Unidos, el municipio tiene una superficie total de 77.46 km², de la cual 77,46 km² corresponden a tierra firme y (0 %) 0 km² es agua.

## Demografía
Según el censo de 2010, había 230 personas residiendo en el municipio de Hanging Grove. La densidad de población era de 2,97 hab./km². De los 230 habitantes, el municipio de Hanging Grove estaba compuesto por el 97,83 % blancos, el 0,43 % eran afroamericanos, el 0,43 % eran asiáticos, el 0,87 % eran de otras razas y el 0,43 % eran de una mezcla de razas. Del total de la población el 3,48 % eran hispanos o latinos de cualquier raza.